# Cressonsacq
Cressonsacq é uma comuna francesa na região administrativa de Altos da França, no departamento de Oise. Estende-se por uma área de 6,53 km². Em 2010 a comuna tinha 451 habitantes (densidade: 69,1 hab./km²).